# Lacrosse femenino
El lacrosse femenino es un deporte de equipo creado por los Pueblos indígenas de los bosques del este y reglamentado exclusivamente para las mujeres en 1890 por la británica Louisa Lumsden.

## Competiciones

### Profesional
En 2016 en los Estados Unidos, se creó y jugó la primera temporada de la United Women's Lacrosse League entre 4 equipos. La liga tuvo su última temporada en 2018 y en enero de 2019 cerró debido a las pérdidas económicas que le generaría competir con la WPLL; una liga con más ingresos y mejor organizada.
La Women's Professional Lacrosse League (WPLL) se fundó y tuvo su temporada inaugural en 2018. La liga se integra de 5 franquicias y cuenta con un draft donde se contrata a las estrellas universitarias que egresaron.

### Copa del Mundo
El Campeonato Mundial de Lacrosse Femenino es organizado por la FIL y se juega desde 1982.
Los Estados Unidos son la potencia dominante, ha ganado 8 campeonatos y Australia triunfó en las dos finales perdidas por las estadounidenses.